# Горюнова, Ирина Эдуардовна
Ирина Эдуардовна Горюнова (род. 15 сентября 1964 года, Ташкент) — театральный режиссёр и педагог, журналист, заслуженный деятель искусств России (2001), профессор, член Союза театральных деятелей РФ и Союза журналистов РФ.

## Образование
Родилась 15 сентября 1964 года в Ташкенте в семье технической интеллигенции. Окончив школу с золотой медалью, в 1981 году поступила в Ташкентский государственный театрально-художественный институт имени А. Н. Островского на режиссёрский факультет (мастерская народной артистки Узбекистана Ольги Черновой). В 1985 году перевелась в ГИТИС на режиссёрское отделение факультета музыкального театра, которое окончила в 1987 году с красным дипломом. В 1990 году окончила аспирантуру ГИТИСа (мастерская народного артиста СССР Георгия Ансимова), а в 1992 году защитила диссертацию в Санкт-Петербургской консерватории имени Н. А. Римского-Корсакова (кафедра оперной режиссуры) по специальности «музыкально-театральное искусство». Тема: «Актёрско-режиссёрская мастерская. Совместное обучение актёра-певца и режиссёра музыкального театра».

## Карьера
Творческая деятельность началась в студенческие годы. С 1985 года работала в Государственном академическом детском музыкальном театре под руководством народного артиста СССР Наталии Сац в качестве режиссёра-стажера. С 1986 по 1987 год — в качестве режиссёра-постановщика Московского областного ТЮЗа, осуществила постановку детского мюзикла «Золотой цыпленок» композитора Вячеслава Улановского (дипломная работа), за которую получила специальный приз на фестивале «Золотая Осень». С 1987 по 1989 год работала в качестве режиссёра в Московском государственном театре оперетты.
С 1991 по 1998 год работала в издании Администрации Президента РФ, газете «Российские вести» руководителем отдела искусства и гуманитарных проблем, являлась членом редколлегии и шеф-редактором газеты независимой интеллигенции «Вехи». Имеет более 1000 публикаций. Награждена специальной премией Союза журналистов России.
С 1997 года по настоящее время — художественный руководитель, главный режиссёр Международного культурного центра им. С. Михоэлса и Московского международного фестиваля искусств имени С. Михоэлса, проходящего под патронажем Президента РФ.
В 2000 году работала начальником отдела поддержки и координации общероссийских и международных программ и проектов Министерства культуры Российской Федерации.
С 2001 года по настоящее время — Генеральный директор Международного Благотворительного Фонда поддержки отечественной культуры «Единство».
В мае 2001 года присвоено почётное звание «Заслуженный деятель искусств России».
С 2021 по 2025 год — руководитель литературно-драматургической части театра «Ленком Марка Захарова», помощник директора по творческим вопросам.
За время творческой деятельности осуществила более 90 постановок на таких площадках как: Государственный академический Большой Театр России, ГЦКЗ «Россия», МАМТ им. Станиславского и Немировича-Данченко, МХТ имени Чехова, ГКЗ им. Чайковского, ГКЗ «Октябрьский», Санкт-Петербургский Михайловский театр, Государственная опера Израиля, Линкольн-Центр (США), Карнеги-Холл (США), White-Hall (Великобритания), Большой концертный зал ЮНЕСКО (Франция), Oscar Peterson Hall (Канада), Саратовский государственный театр оперы и балета, Башкирский государственный театр оперы и балета, Новосибирский государственный театр оперы и балета и др. В большинстве созданных проектов выступала также как автор сценариев и телеверсий.
Художественный руководитель и главный режиссёр: Московские международные фестивали искусств им. С. Михоэлса (1998—2010), Всероссийские общественно-культурные марафоны — «Мы снова вместе!» (1999—2001), «Москва за нами!» (2001), «Международные встречи ветеранов» (1999), «Берегите Россию!» (2003—2008), Международный общественно-культурный марафон — «Да будет мир!» (2003—2004), «Международные марафоны Победы» (2005, 2015), Международный антитеррористический музыкально-театральный проект рок-опера «Суламифь-Forever!»](2009—2011), Международный проект «Культура без границ» под патронажем ЮНЕСКО (2012—2017), Международный проект «Мужество помнить!» (2017—2019), Международный фестиваль искусств «Шолом Алейхем GALA» (2019—2021).

## Педагогическая деятельность
С 1987 по 1992 год — преподаватель кафедры режиссуры музыкального театра Российской академии театрального искусства — ГИТИС (мастерская народного артиста СССР Г. П. Ансимова, мастерская народного артиста СССР В. А. Курочкина).
С 2004 по 2006 год — режиссёр-педагог кафедры оперной подготовки Московской государственной консерватории им. П. И. Чайковского.
С 2009 по 2011 год — профессор кафедры современной хореографии Московского государственного университета культуры и искусств.
С 2006 года — доцент, с 2009 по 2021 год — профессор кафедры режиссуры музыкального театра Санкт-Петербургской государственной консерватории им. Н. А. Римского-Корсакова.
С 2017 года по настоящее время — профессор факультета искусств и Высшей школы телевидения МГУ им. М. В. Ломоносова
.
С 2023 года по настоящее время — профессор, а с 2025 года — проректор Института театрального искусства им. народного артиста СССР И. Д. Кобзона.

## Признание и награды
- 2007: Орден Почёта (14 февраля 2007 года) — за заслуги в развитии культуры и искусства, многолетнюю плодотворную деятельность[9];
- 1996: Медаль ордена «За заслуги перед Отечеством» II степени (23 мая 1996 года) — за заслуги в области печати и плодотворную работу в редакции газеты «Российские вести»[10];
- 1997: Медаль «В память 850-летия Москвы» (26 февраля 1997 года)[11];
- 2001: Почётное звание «Заслуженный деятель искусств России» (31 мая 2001 года) — за заслуги в области искусства[12];
- 2002: Медаль «За укрепление боевого содружества», Приказ Министра обороны РФ № 921 от 19 декабря 2002 года;
- 2003: Звание «Академик» в общественной организации «Международная академия информатизации» , Сертификат № 10-16278 от 24 марта 2003 года;
- 2003: Высшая награда Городского совета Нью-Йорка «Хрустальное яблоко» — За организацию и проведение Международного антитеррористического общественно-культурного марафона «Да будет мир!», Распоряжение спикера Городского совета Нью-Йорка от 19 ноября 2003 года;
- 2005: Лауреат Премии Правительства Москвы в области литературы и искусства (4 августа 2005 года([13];
- 2005: Благодарность Президента Российской Федерации и памятная медаль «К 60-летию победы в Великой Отечественной войне» — за организацию и проведение международного «Марафона Победы», Указ Президента РФ от 11 мая 2005 года;
- 2006: Лауреат Международного конкурса «Элита информациологов мира 2005», Сертификат № 1248-01 от 3 мая 2006 года[14];
- 2009: Благодарность Президента Российской Федерации (30 января 2009 года)[15];
- 2013: Ученое звание профессора. Приказ Министерства образования и науки Российской Федерации от 18 февраля 2013 г. № 76нк-1[16];
- 2013: Медаль ЮНЕСКО «Five Continents» за выдающийся вклад в международное культурное сотрудничество[17];
- 2014: Благодарность Председателя Совета Федерации Федерального Собрания РФ за большой вклад в развитие отечественной культуры и искусства, многолетнюю плодотворную деятельность[18];
- 2014: Нагрудный знак Министерства иностранных дел Российской Федерации «За взаимодействие» за вклад в популяризацию русской культуры и укрепление гуманитарных связей с зарубежными странами[19];
- 2025: Орден «За заслуги в культуре и искусстве» (24 января 2025 года) — за вклад в развитие отечественной культуры и искусства, многолетнюю плодотворную деятельность[20].